# Sektor 3
Sektor3 var en svensk tankesmedja verksam mellan 2008 och 2013 då den lades vilade på grund av vikande medlemsintäkter. Den utnämnde sig till "tankesmedjan för det civila samhället", anspelande i sitt namn på den så kallade tredje sektorn av samhället. Verksamhetens mål var att synliggöra, granska och väcka debatt om förutsättningarna för och betydelsen av civilsamhällets organisationer.
Sektor3 drevs som en ideell förening med en rad organisationer som medlemmar, vilka även finansierade verksamheten och den forskning som bedrevs. Föreningen, som grundades av medel som frigjordes då Kooperativa institutet lades ned, hade 33 medlemmar i mars 2009.
Sektor3 leddes från början av Alice Bah Kuhnke, som var en av grundarna. År 2010 efterträdde Hanna Hallin henne som ordinarie chef och ledde tankesmedjans arbete till januari 2013.  Tillsammans med förlaget Idealistas startade hon tidskriften Kurage - idétidskrift för det civila samhället år 2011. Hösten 2013 tillträdde Kristina Ljungros som chef. Sektor3 lades vilande den 31 december 2013. Seminarieverksamheten togs över av Forum (intresseorganisation) och tidskriften Kurage drevs vidare av Idealistas förlag.

## Rapporter och studier
- Frihet utan oberoende – civila samhället och relationen till stat och kommun, av Andreas Linderyd.
- Att ge eller att beskattas – Avdragsrätt för gåvor till ideell verksamhet i Sverige och i andra länder, av Lars Trägårdh och Johan Vamstad.
- Demokratiskola eller hälsoprojekt – forskning om föreningsliv, socialt kapital och inflytande, skriven av Susanne Lundåsen.
- Att påverka eller påverkas av Sverigedemokraterna. Rapport om ett 30-tal organisationers strategier och förhållningssätt till Sverigedemokraterna.
- Vem behöver fler stadsmissioner?.
- En svensk modell för avdragsrätt på gåvor.
- Mot medlemslösa partier – Partiföreträdare om orsaker, konsekvenser och strategier kring en svikande medlemskår, av Martin Karlsson och Erik Lundberg. Ett seminarium kring rapporten anordnades i maj 2011.
- Mångfald eller enfald? Framtiden efter friskolereformen (tillsammans med Timbro), av Magnus Nilsson och Ola Johansson.
- Efter folkrörelsepartiet – Förutsättningarna för aktivism i tre svenska partier., av Svend Dahl.